# 640年代
| 千纪： | 1千纪                                                                                  |
| 世纪： | 6世纪 \| 7世纪 \| 8世纪                                                                |
| 年代： | 610年代 \| 620年代 \| 630年代 \| 640年代 \| 650年代 \| 660年代 \| 670年代              |
| 年份： | 640年 \| 641年 \| 642年 \| 643年 \| 644年 \| 645年 \| 646年 \| 647年 \| 648年 \| 649年 |

640年代是指640年至649年的十年。

## 大事记

### 640年
- 中国
  - 高昌国被唐朝军队消灭。
  - 吐蕃与唐朝通婚，唐以文成公主许婚。
- 其他
  - 5月28日——思偉当选为教皇。
  - 12月24日——若望四世当选为教皇。

## 逝世

### 642年
- 10月12日——若望四世，教宗。
- 高句麗榮留王，高句麗第27任君主，高句麗平原王之子。
- 宇文士及，宇文述三子，許國皇帝宇文化及之弟，唐朝宰相。